# Puchar Mołdawii w piłce siatkowej mężczyzn (2021)
Puchar Mołdawii w piłce siatkowej mężczyzn 2021 – rozgrywki o siatkarski Puchar Mołdawii zorganizowane przez Mołdawski Związek Piłki Siatkowej (Federația de Volei din Republica Moldova, FVRM). Zainaugurowane zostały 27 listopada 2021 roku. Brało w nich udział 8 klubów.
Rozgrywki składały się z I rundy oraz turnieju finałowego, w ramach którego rozegrano półfinały, mecz o 3. miejsce oraz finał. We wszystkich rundach rywalizacja toczyła się w systemie pucharowym, a o awansie decydowało jedno spotkanie.
Turniej finałowy odbył się w dniach 4-5 grudnia 2021 roku w hali sportowej Specjalizowanej Dziecięco-Młodzieżowej Szkoły Sportowej Rezerwy Olimpijskiej nr 2 (Специализированная детско-юношеская спортивная школа олимпийского резерва №2 / СДЮШОР № 2, SDJuSzOR № 2) w Benderach. Puchar Mołdawii zdobył zespół SKA Bendery, który w finale pokonał klub Speranța-Găgăuzia Vulcănești. Trzecie miejsce zająła drużyna USM Bostavan.

## Drużyny uczestniczące
| Klub              | Miejscowość |
| ----------------- | ----------- |
| Dinamo            | Tyraspol    |
| DOR-ȘS Nr 12      | Kiszyniów   |
| DOR-UTM           | Kiszyniów   |
| HMSK              | Kiszyniów   |
| SKA Bendery       | Bendery     |
| Speranța-Găgăuzia | Vulcănești  |
| USM Bostavan      | Kiszyniów   |
| UTM Politeh       | Kiszyniów   |

## Rozgrywki

### I runda
| 27.11.2021 | SKA Bendery | 3:0 | HMSK | Hala sportowa Szkoły Sportowej nr 2, Bendery |

| 27.11.2021 | DOR-UTM Kiszyniów | 3:1 | Dinamo Tyraspol | Hala sportowa Uniwersytetu Technicznego Mołdawii, Kiszyniów |

| 27.11.2021 | USM Bostavan | 3:0 | UTM Politeh | Kompleks sportowy Państwowego Uniwersytetu Mołdawskiego, Kiszyniów |

| 28.11.2021 | Speranța-Găgăuzia Vulcănești | 3:0 | DOR-ȘS Nr 12 | Vulcănești |

### Turniej finałowy

#### Półfinały
| 04.12.2021 | SKA Bendery | 3:? | DOR-UTM Kiszyniów | Hala sportowa Szkoły Sportowej nr 2, Bendery |

| 04.12.2021 | USM Bostavan | ?:3 | Speranța-Găgăuzia Vulcănești | Hala sportowa Szkoły Sportowej nr 2, Bendery |

#### Mecz o 3. miejsce
| 05.12.2021 | DOR-UTM Kiszyniów | ?:3 | USM Bostavan | Hala sportowa Szkoły Sportowej nr 2, Bendery |

#### Finał
| 05.12.2021 | SKA Bendery | 3:0 (32:30, 28:26, 25:23) | Speranța-Găgăuzia Vulcănești | Hala sportowa Szkoły Sportowej nr 2, Bendery |